# Naratcata
Naratcata (łac. Diocesis Naratcatensis) – stolica historycznej diecezji we Cesarstwie rzymskim w prowincji Numidia zlikwidowana w VII w. podczas ekspansji islamskiej, współcześnie w północnej Algierii. Obecnie katolickie biskupstwo tytularne. 

## Biskupi tytularni
| Lp. | Biskup                          | Funkcja                                      | Od                   | Do                   |
| --- | ------------------------------- | -------------------------------------------- | -------------------- | -------------------- |
| 1   | Venancio Celestino Orbe Uriarte | biskup-prałat Moyobamby (Peru)               | 25 sierpnia 1967     | 1 grudnia 1977       |
| 2   | Karl Hesse                      | biskup pomocniczy Rabaul (Papua-Nowa Gwinea) | 27 grudnia 1978      | 24 października 1980 |
| 3   | Patrick Vincent Hurley          | biskup pomocniczy Samoa-Apia (Samoa)         | 5 listopada 1981     | 1 listopada 1992     |
| 4   | John Yanta                      | biskup pomocniczy San Antonio (USA)          | 27 października 1994 | 21 stycznia 1997     |
| 5   | José de Jesús Martínez Zepeda   | biskup pomocniczy Miasta Meksyku (Meksyk)    | 11 marca 1997        | 3 stycznia 2004      |
| 6   | José Domingo Ulloa              | biskup pomocniczy Panamy                     | 26 lutego 2004       | 18 lutego 2010       |
| 7   | Fernando Bascopé Müller         | biskup pomocniczy El Alto (Boliwia)          | 15 lipca 2010        | 24 września 2014     |
| 8   | Jean-Pierre Kwambamba           | biskup pomocniczy Kinszasy (DR Konga)        | 31 marca 2015        | 31 marca 2018        |
| 9   | Mark Bartosic                   | biskup pomocniczy Chicago (USA)              | 3 lipca 2018         |                      |